# Saison 1975-1976 de la Juventus FC
Maillots
Chronologie
Saison précédente Saison suivante
La saison 1975-1976 de la Juventus Football Club est la soixante-treizième de l'histoire du club, créé soixante-dix-neuf ans plus tôt en 1897.
Le club du Piémont prend part ici lors de cette saison à la 74e édition du championnat d'Italie (45e de Serie A), à la 28e édition de la Coupe d'Italie (en italien Coppa Italia), ainsi qu'à la 21e édition de la Coupe des clubs champions européens.

## Historique

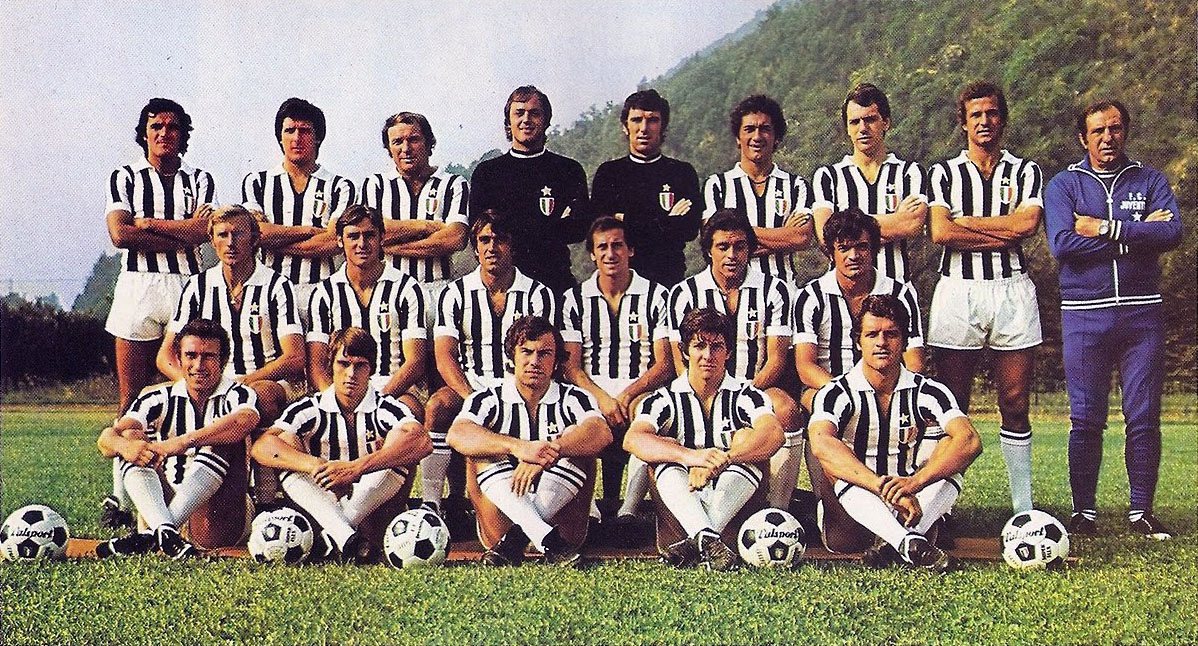
L'équipe bianconera de la saison.

Détentrice du scudetto, la Juventus, installée durablement dans le paysage footballistique italien, remet son titre en jeu et essaye toujours tant bien que mal d'enfin s'imposer en Europe.
Le président de la société Giampiero Boniperti fait au cours de cette nouvelle saison confiance à l'entraîneur déjà en place depuis la saison précédente, Carlo Parola.
Ensemble, les deux protagonistes, très impliqués dans l'équipe première, font confiance au noyau en place dans l'effectif, et ne recrutent cette année que très peu de nouveaux joueurs.
En effet, seuls deux joueurs rejoignent l'effectif professionnel, le futur milieu de terrain de légende Marco Tardelli (acheté à Côme pour la somme de 800 000 lires), ainsi que l'attaquant Sergio Gori.
La Vecchia Signora prend donc tout d'abord cette saison son premier rendez-vous, comme depuis maintenant de nombreuses années, avec la Coppa Italia, vers la fin du mois d'août.

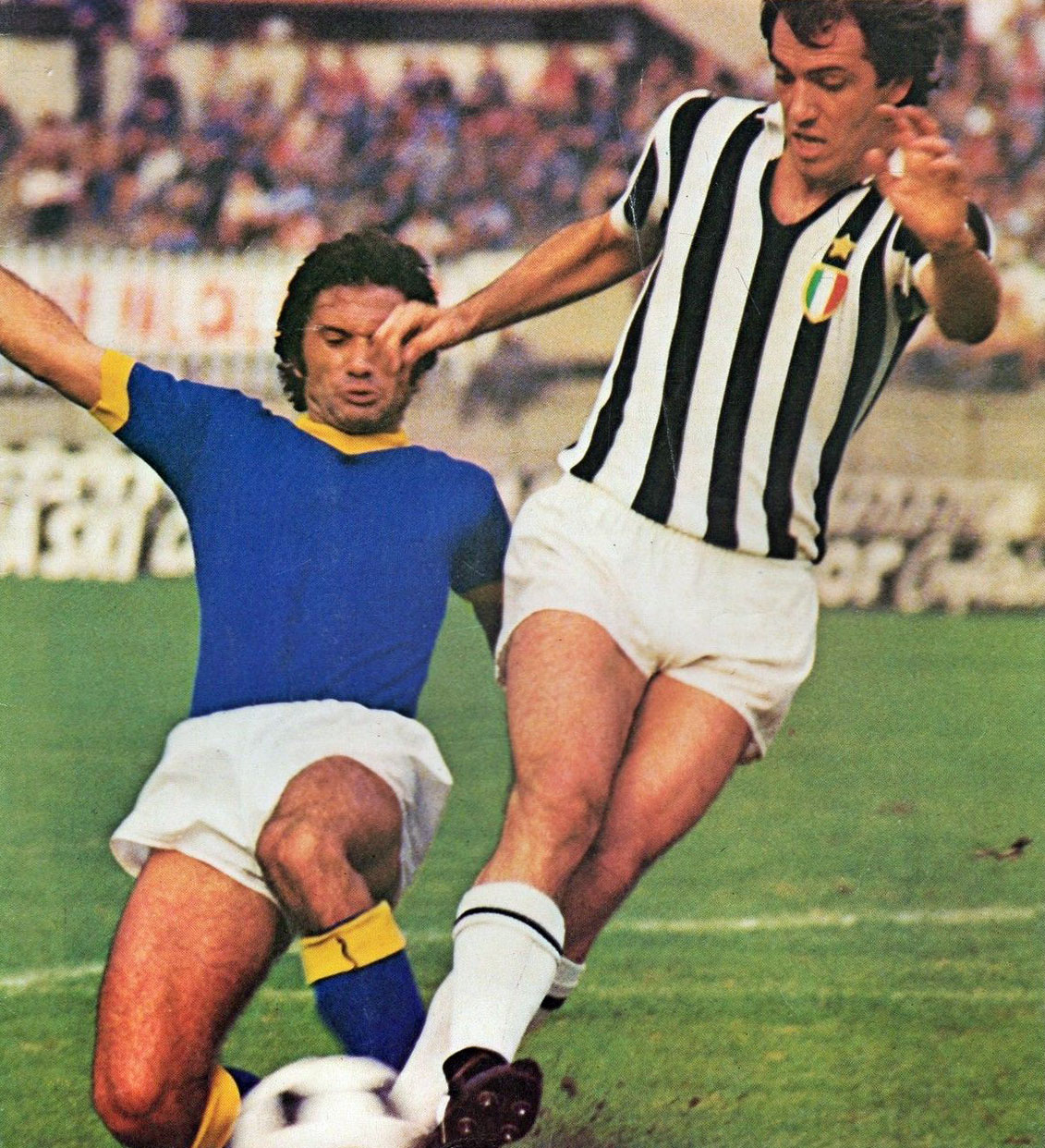
L'attaquant Roberto Bettega (droit), meilleur buteur juventino du saison, aux prises avec Maddè de l'Hellas Vérone dans le victorieuse ligue débuts, 5 octobre 1975.

Pour la première rencontre de l'année, elle s'illustre tout d'abord le mercredi 27 août 1975 avec une victoire 2-0 sur Tarente (buts de Bettega et Causio), mais se fait surprendre quatre jours plus tard sur le terrain de l'Inter (1-0) à San Siro. À la suite de cette déconvenue, les juventini doivent batailler pour sortir premiers de cette phase de groupe, et s'imposent largement le dimanche suivant sur le score fleuve de 5 à 1 à domicile contre Ternana (avec des réalisations de Damiani, Anastasi, Bettega, Altafini et Cuccureddu). Mais ce sursaut d'orgueil ne huile pourtant pas plus la machine bianconera qui ne peut faire autre chose qu'un match nul 2 buts partout contre Sambenedettese lors de la 4e et dernière journée (doublé de Capello pour la Juve). Pour la première fois depuis la saison 1970-71, les piémontais ne passent pas le premier tour de la compétition, en terminant second du groupe à 3 points derrière l'Inter.

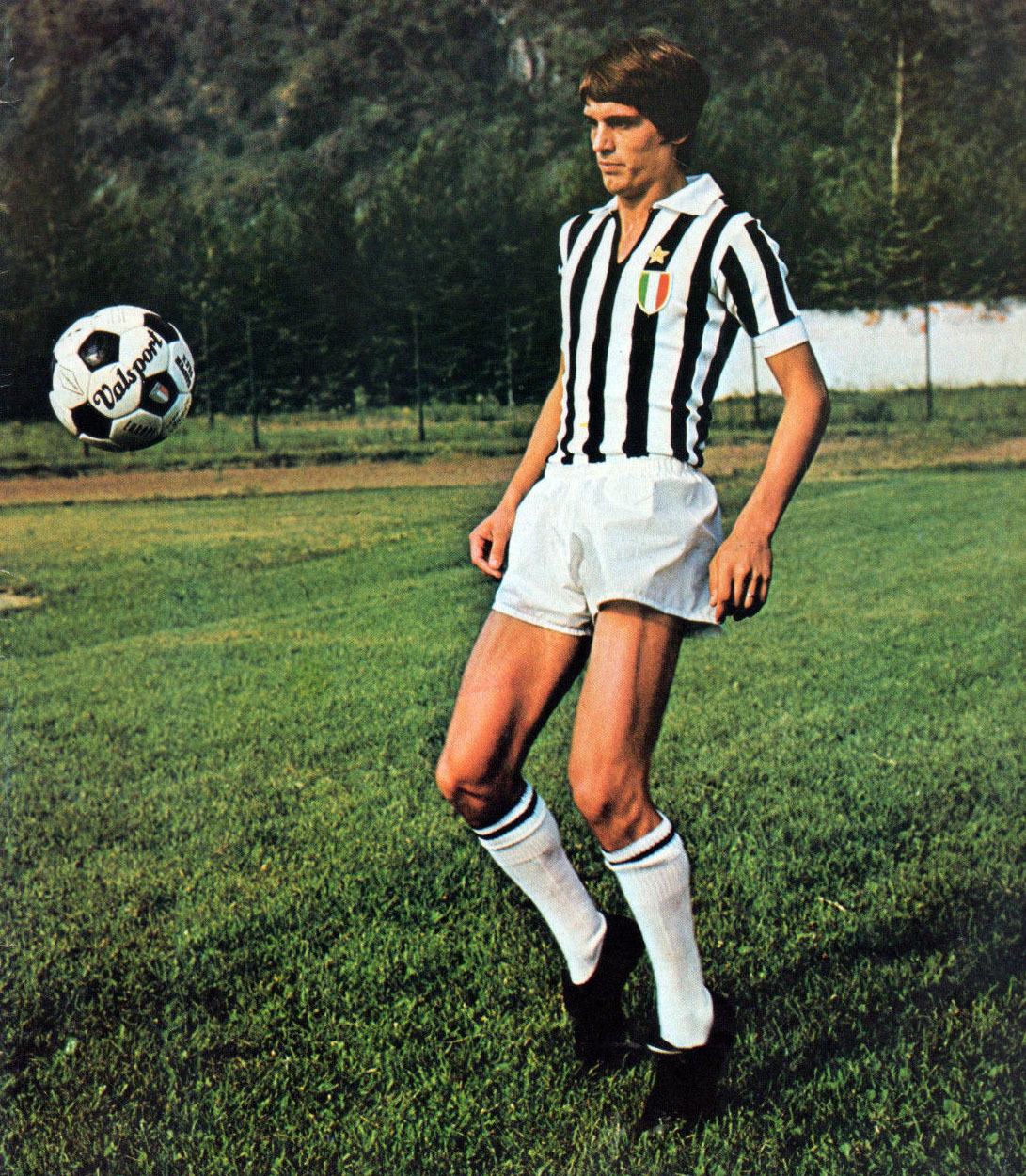
Le nouveau jeune milieu de terrain Marco Tardelli, future légende du club.

Mais la Madama, championne nationale en titre, attend cette année surtout avec impatience de pouvoir se confronter avec les meilleurs club européens, en disputant la Coupe des clubs champions européens.
Les joueurs piémontais commencent pourtant bien mal la compétition, en perdant par 2 buts à 1 (but de Anastasi pour la Juve) lors du premier match contre les bulgares du CSKA Sofia le 17 septembre 1975, mais se rattrapent malgré tout lors du match retour avec un succès 2-0 à domicile deux semaines plus tard (grâce aux réalisations de Furino et Anastasi). Après avoir difficilement passé le premier tour, c'est pour ces 8e-de-finale au club allemand du Borussia Mönchengladbach que la Juventus doit se confronter, et se fait à nouveau surprendre lors du match aller (défaite 2 à 0 au Rheinstadion). Devant absolument s'imposer chez elle, elle n'arrive finalement pas à faire mieux qu'un match nul 2 buts à partout (réalisations bianconere de Gori et Bettega), synonyme de sortie du tournoi pour le club de Turin.
Cette saison, le principal trophée à défendre pour les bianconeri restent le titre de champion de Serie A, qu'il remettent en jeu à partir du début du mois d'octobre.
Le dimanche 5 octobre, la Juventus Football Club ouvre le bal à domicile et parvient à remporter le match contre l'Hellas Vérone sur le score de 2-1 (doublé de Causio dont un but sur penalty), totalisant ensuite trois victoires et un nul au bout de la 4e journée.
Le 7 novembre meurt à Buenos Aires en Argentine l'ex-joueur mais surtout ancien président de la Juve (entre 1941 et 1947) Piero Dusio à l'âge de 76 ans.
Deux jours plus tard, la Vecchia Signora lui rend hommage de la meilleure des manières en s'imposant 2 buts à rien contre la Lazio grâce à un doublé de Damiani, et continue ensuite sa série de succès, avant de ne connaître sa première défaite de la saison que lors de la 8e journée lors du légendaire Derby della Mole (défaite 2-0 contre le Torino). Elle se rattrape pourtant ensuite et termine l'année 1975 avec deux victoires d'affilée.
Cette saison et pour la 3e année d'affilée, un joueur juventino figure parmi le classement au ballon d'or. Pour cette édition de 1975, se tenant le 20 décembre, le gardien de but Dino Zoff finit à la 14e place au classement final avec deux votes à son actif.
Pour la première rencontre de la nouvelle année, l'équipe du Piémont gagne une nouvelle fois chez elle au Stadio Comunale sur le score de 2 buts à 1 contre Naples (avec des buts de Damiani et de Gori), et ne perdra ensuite plus jusqu'à la fin de la phase aller où la Juve termine première (à la suite de résultats record pour une phase aller avec 26 points pris sur 30 possibles). Le 15 février, la Juventus et le club de Côme font match nul un à un (but bianconero de Bettega), mettant fin à une série de huit succès consécutifs. Un peu plus d'un mois plus tard lors de la 22e journée, les zèbres se font battre pour la seconde fois de l'année sur un score de 2 à 1 (malgré un but de Damiani pour la Juventus) sur le terrain de Cesena, première déconvenue d'une série de trois défaites de suite qui fit perdre à la Juve sa première place au classement au profit de son rival de toujours, le Toro. Le 11 avril, elle reprend pied en s'imposant à Bergame 2-1 sur Ascoli avec des buts de Bettega puis d'Altafini, mais ce succès ne s'inscrit pas sur la durée, il s'ensuit deux matchs nuls de suite, avant un nouveau succès au cours de la 28e journée, 4-1 sur le terrain de Bologne (buts de Gori et Mancini contre son camp et doublé de  Bettega). Lors d'un sprint final à deux journées de la fin, la Juventus parvient tout d'abord dans sa lutte pour conserver son scudetto à remporter l'avant-dernier match de la saison le 9 mai, avec un succès deux buts à zéro sur la Sampdoria à domicile (réalisations de Capello et de Furino), mais fait finalement faux pas lors de la dernière rencontre, avec une défaite sur le plus petit des scores sur le terrain de Pérouse, laissant par la même le titre de champion à l'autre club de Turin, les frères ennemis du Torino (premier titre de champion du club depuis plus de 25 ans et la période dorée du Grande Torino).
Finalement, la Juventus FC termine seconde à deux points du premier avec ses 43 points (à la suite de ses 18 victoires pour 7 nuls et 5 défaites), et finit vice-championne d'Italie pour la 12e fois de son histoire.
C'est l'attaquant Roberto Bettega qui termine cette saison meilleur buteur du club toutes compétitions confondues avec ses 18 buts.
À partir du 8 juin, c'est le vice-entraîneur de l'équipe Romolo Bizzotto qui remplace Carlo Parola sur le banc (à cause de problèmes de santé) pour les quelques derniers matchs amicaux de la saison.
Cette saison reste finalement un semi-échec pour l'équipe piémontaise, qui ne remporte aucun titre, laisse filer le championnat à son rival et ne parvient pas à s'imposer dans les différentes coupes auxquelles elle fut conviée (le club fut au cours de cette saison également confronté à des conflits internes entre groupes de joueurs, notamment entre le groupe de Roberto Bettega et Giuseppe Furino et celui de Fabio Capello et Pietro Anastasi, rivalités de vestiaire que l'entraîneur Carlo Parola ne parvint pas à calmer).

## Déroulement de la saison

### Résultats en championnat
- Phase aller

| dimanche 5 octobre 1975 1re journée | Juventus              | 2 - 1 | Hellas Vérone | Stadio Comunale, Turin 15h00 Arbitre : Ciacci |
| dimanche 5 octobre 1975 1re journée | Causio 33e (pen.) 37e |       | 37e Moro      | Stadio Comunale, Turin 15h00 Arbitre : Ciacci |

| dimanche 12 octobre 1975 2e journée | Côme                       | 2 - 2 | Juventus                        | Stadio Giuseppe Sinigaglia, Côme 15h00 Arbitre : Menegali |
| dimanche 12 octobre 1975 2e journée | Pozzato 31e · Fontolan 62e |       | 1re Furino · 89e (csc) Fontolan | Stadio Giuseppe Sinigaglia, Côme 15h00 Arbitre : Menegali |

| dimanche 19 octobre 1975 3e journée | Juventus                                        | 4 - 2 | Fiorentina                     | Stadio Comunale, Turin 15h00 Arbitre : Agnolin |
| dimanche 19 octobre 1975 3e journée | Gori 20e · Causio 41e (pen.) 72e · Anastasi 78e |       | 23e Speggiorin · 85e Bresciani | Stadio Comunale, Turin 15h00 Arbitre : Agnolin |

| dimanche 2 novembre 1975 4e journée | Cagliari | 0 - 1    | Juventus | Stadio Sant'Elia, Cagliari 14h30 Arbitre : Barbaresco |
| dimanche 2 novembre 1975 4e journée |          | 19e Gori |          | Stadio Sant'Elia, Cagliari 14h30 Arbitre : Barbaresco |

| dimanche 9 novembre 1975 5e journée | Juventus        | 2 - 0 | Lazio | Stadio Comunale, Turin 14h30 Arbitre : Casarin |
| dimanche 9 novembre 1975 5e journée | Damiani 47e 53e |       |       | Stadio Comunale, Turin 14h30 Arbitre : Casarin |

| dimanche 16 novembre 1975 6e journée | Milan | 0 - 1    | Juventus | Stadio San Siro, Milan 14h30 Arbitre : Menicucci |
| dimanche 16 novembre 1975 6e journée |       | 75e Gori |          | Stadio San Siro, Milan 14h30 Arbitre : Menicucci |

| dimanche 30 novembre 1975 7e journée | Juventus                                | 3 - 3 | Cesena                                          | Stadio Comunale, Turin 14h30 Arbitre : Gussoni |
| dimanche 30 novembre 1975 7e journée | Capello 49e · Bettega 52e · Gentile 81e |       | 21e (pen.) Frustalupi · 40e Urban · 66e Petrini | Stadio Comunale, Turin 14h30 Arbitre : Gussoni |

| dimanche 7 décembre 1975 8e journée | Torino                           | 2 - 0 | Juventus | Stadio Comunale, Turin 14h30 52 747 spectateurs Arbitre : Michelotti |
| dimanche 7 décembre 1975 8e journée | Graziani 75e · Pulici 78e (pen.) |       |          | Stadio Comunale, Turin 14h30 52 747 spectateurs Arbitre : Michelotti |

| dimanche 14 décembre 1975 9e journée | Juventus                   | 2 - 0 | Inter | Stadio Comunale, Turin 14h30 Arbitre : Lattanzi |
| dimanche 14 décembre 1975 9e journée | Bettega 36e · Tardelli 74e |       |       | Stadio Comunale, Turin 14h30 Arbitre : Lattanzi |

| dimanche 21 décembre 1975 10e journée | Ascoli | 0 - 3                                | Juventus | Stadio Cino e Lillo Del Duca, Ascoli Piceno 14h30 Arbitre : Casarin |
| dimanche 21 décembre 1975 10e journée |        | 26e Damiani · 41e Gori · 89e Bettega |          | Stadio Cino e Lillo Del Duca, Ascoli Piceno 14h30 Arbitre : Casarin |

| dimanche 4 janvier 1976 11e journée | Juventus               | 2 - 1 | Naples            | Stadio Comunale, Turin 14h30 Arbitre : Michelotti |
| dimanche 4 janvier 1976 11e journée | Damiani 34e · Gori 86e |       | 4e (pen.) Savoldi | Stadio Comunale, Turin 14h30 Arbitre : Michelotti |

| dimanche 11 janvier 1976 12e journée | Roma | 0 - 1       | Juventus | Stadio Olimpico, Rome 14h30 Arbitre : Agnolin |
| dimanche 11 janvier 1976 12e journée |      | 46e Bettega |          | Stadio Olimpico, Rome 14h30 Arbitre : Agnolin |

| dimanche 18 janvier 1976 13e journée | Juventus    | 1 - 0 | Bologne | Stadio Comunale, Turin 14h30 Arbitre : Serafino |
| dimanche 18 janvier 1976 13e journée | Bettega 15e |       |         | Stadio Comunale, Turin 14h30 Arbitre : Serafino |

| dimanche 25 janvier 1976 14e journée | Sampdoria | 0 - 2                    | Juventus | Stadio Atleti Azzurri d'Italia, Bergame 14h30 Arbitre : Casarin |
| dimanche 25 janvier 1976 14e journée |           | 53e Bettega · 79e Causio |          | Stadio Atleti Azzurri d'Italia, Bergame 14h30 Arbitre : Casarin |

| dimanche 1er février 1976 15e journée | Juventus    | 1 - 0 | Pérouse | Stadio Comunale, Turin 15h00 Arbitre : Barbaresco |
| dimanche 1er février 1976 15e journée | Damiani 60e |       |         | Stadio Comunale, Turin 15h00 Arbitre : Barbaresco |

- Phase retour

| dimanche 8 février 1976 16e journée | Hellas Vérone | 1 - 2 | Juventus                   | Stadio Marcantonio Bentegodi, Vérone 15h00 Arbitre : Lattanzi |
| dimanche 8 février 1976 16e journée | Cozzi 6e      |       | 53e Tardelli · 63e Bettega | Stadio Marcantonio Bentegodi, Vérone 15h00 Arbitre : Lattanzi |

| dimanche 15 février 1976 17e journée | Juventus    | 1 - 1 | Côme        | Stadio Comunale, Turin 15h00 Arbitre : Ciulli |
| dimanche 15 février 1976 17e journée | Bettega 56e |       | 57e Pozzato | Stadio Comunale, Turin 15h00 Arbitre : Ciulli |

| dimanche 22 février 1976 18e journée | Fiorentina    | 1 - 1 | Juventus    | Stadio Comunale, Florence 15h00 Arbitre : Menegali |
| dimanche 22 février 1976 18e journée | Bresciani 60e |       | 26e Bettega | Stadio Comunale, Florence 15h00 Arbitre : Menegali |

| dimanche 29 février 1976 19e journée | Juventus           | 1 - 0 | Cagliari | Stadio Comunale, Turin 15h00 Arbitre : Levrero |
| dimanche 29 février 1976 19e journée | Damiani 35e (pen.) |       |          | Stadio Comunale, Turin 15h00 Arbitre : Levrero |

| dimanche 7 mars 1976 20e journée | Lazio             | 1 - 2 | Juventus                         | Stadio Olimpico, Rome 15h30 Arbitre : Panzino |
| dimanche 7 mars 1976 20e journée | Gentile 10e (csc) |       | 37e Bettega · 50e (csc) Petrelli | Stadio Olimpico, Rome 15h30 Arbitre : Panzino |

| dimanche 14 mars 1976 21e journée | Juventus    | 1 - 1 | Milan        | Stadio Comunale, Turin 15h30 Arbitre : Agnolin |
| dimanche 14 mars 1976 21e journée | Capello 60e |       | 30e Sabadini | Stadio Comunale, Turin 15h30 Arbitre : Agnolin |

| dimanche 21 mars 1976 22e journée | Cesena             | 2 - 1 | Juventus    | Stadio Dino Manuzzi, Cesena 15h30 Arbitre : Serafino |
| dimanche 21 mars 1976 22e journée | Bertarelli 48e 60e |       | 11e Damiani | Stadio Dino Manuzzi, Cesena 15h30 Arbitre : Serafino |

| dimanche 28 mars 1976 23e journée | Juventus | 0 - 2 | Torino | Stadio Comunale, Turin 15h30 68 762 spectateurs Arbitre : Menicucci |
| dimanche 28 mars 1976 23e journée |          |       |        | Stadio Comunale, Turin 15h30 68 762 spectateurs Arbitre : Menicucci |

| dimanche 4 avril 1976 24e journée | Inter       | 1 - 0 | Juventus | Stadio San Siro, Milan 15h30 Arbitre : Michelotti |
| dimanche 4 avril 1976 24e journée | Bertini 80e |       |          | Stadio San Siro, Milan 15h30 Arbitre : Michelotti |

| dimanche 11 avril 1976 25e journée | Juventus                   | 2 - 1 | Ascoli          | Stadio Atleti Azzurri d'Italia, Bergame 15h30 Arbitre : Lazzaroni |
| dimanche 11 avril 1976 25e journée | Bettega 13e · Altafini 71e |       | 53e (pen.) Gola | Stadio Atleti Azzurri d'Italia, Bergame 15h30 Arbitre : Lazzaroni |

| dimanche 18 avril 1976 26e journée | Naples        | 1 - 1 | Juventus    | Stadio San Paolo, Naples 15h30 Arbitre : Casarin |
| dimanche 18 avril 1976 26e journée | Boccolini 40e |       | 55e Bettega | Stadio San Paolo, Naples 15h30 Arbitre : Casarin |

| dimanche 25 avril 1976 27e journée | Juventus    | 1 - 1 | Roma        | Stadio Comunale, Turin 15h30 Arbitre : Prati |
| dimanche 25 avril 1976 27e journée | Bettega 33e |       | 63e Petrini | Stadio Comunale, Turin 15h30 Arbitre : Prati |

| dimanche 2 mai 1976 28e journée | Bologne        | 1 - 4 | Juventus                                       | Stadio Comunale, Bologne 16h00 Arbitre : Ciacci |
| dimanche 2 mai 1976 28e journée | Massimelli 58e |       | 36e Gori · 69e (csc) Mancini · 75e 87e Bettega | Stadio Comunale, Bologne 16h00 Arbitre : Ciacci |

| dimanche 9 mai 1976 29e journée | Juventus                 | 2 - 0 | Sampdoria | Stadio Comunale, Turin 16h00 Arbitre : Michelotti |
| dimanche 9 mai 1976 29e journée | Capello 47e · Furino 72e |       |           | Stadio Comunale, Turin 16h00 Arbitre : Michelotti |

| dimanche 16 mai 1976 30e journée | Pérouse  | 1 - 0 | Juventus | Stadio Pian di Massiano, Pérouse 16h00 Arbitre : Menegali |
| dimanche 16 mai 1976 30e journée | Curi 55e |       |          | Stadio Pian di Massiano, Pérouse 16h00 Arbitre : Menegali |

#### Classement
|  |    | Classement final 1975-1976 | Pts | MJ | V  | N | D | BP | BC | Dif |
|  | -- | -------------------------- | --- | -- | -- | - | - | -- | -- | --- |
|  | 1. | Torino                     | 45  | 30 | 18 | 9 | 3 | 49 | 22 | +27 |
|  | 2. | Juventus                   | 43  | 30 | 18 | 7 | 5 | 46 | 26 | +20 |
|  | 3. | Milan                      | 38  | 30 | 15 | 8 | 7 | 42 | 28 | +14 |

### Résultats en coupe
- Phases de poule

| mercredi 27 août 1975 1re journée | Juventus                 | 2 - 0 | Tarente | Stadio Comunale, Turin 20h30 Arbitre : Benedetti |
| mercredi 27 août 1975 1re journée | Bettega 68e · Causio 89e |       |         | Stadio Comunale, Turin 20h30 Arbitre : Benedetti |

| dimanche 31 août 1975 2e journée | Inter      | 1 - 0 | Juventus | Stadio San Siro, Milan 20h30 Arbitre : Prati |
| dimanche 31 août 1975 2e journée | Libera 33e |       |          | Stadio San Siro, Milan 20h30 Arbitre : Prati |

| dimanche 7 septembre 1975 3e journée | Juventus                                                                | 5 - 1 | Ternana    | Stadio Comunale, Turin 20h30 Arbitre : Lazzaroni |
| dimanche 7 septembre 1975 3e journée | Damiani 5e · Anastasi 46e · Bettega 63e · Altafini 65e · Cuccureddu 80e |       | 30e Traini | Stadio Comunale, Turin 20h30 Arbitre : Lazzaroni |

| dimanche 21 septembre 1975 5e journée | Sambenedettese              | 2 - 2 | Juventus        | Stadio Fratelli Ballarin, San Benedetto del Tronto 16h30 Arbitre : Levrero |
| dimanche 21 septembre 1975 5e journée | Chimenti 46e · Simonato 51e |       | 26e 31e Capello | Stadio Fratelli Ballarin, San Benedetto del Tronto 16h30 Arbitre : Levrero |

|  |    | Classement groupe 1 | Pts | MJ | V | N | D | BP | BC | Dif |
|  | -- | ------------------- | --- | -- | - | - | - | -- | -- | --- |
|  | 1. | Inter               | 8   | 4  | 4 | 0 | 0 | 7  | 0  | +7  |
|  | 2. | Juventus            | 5   | 4  | 2 | 1 | 1 | 9  | 4  | +5  |
|  | 3. | Tarente             | 4   | 4  | 2 | 0 | 2 | 4  | 4  | 0   |

### Résultats en coupe des clubs champions
- 16e-de-finale

| mercredi 17 septembre 1975 Match aller | CSKA Sofia                 | 2 - 1 | Juventus     | Stade national Vassil Levski, Sofia 19h00 Arbitre : Rion |
| mercredi 17 septembre 1975 Match aller | Denev 70e · Marashliev 91e |       | 40e Anastasi | Stade national Vassil Levski, Sofia 19h00 Arbitre : Rion |

| mercredi 1er octobre 1975 Match retour | Juventus                  | 2 - 0 | CSKA Sofia | Stadio Comunale, Turin 20h30 Arbitre : Davidson |
| mercredi 1er octobre 1975 Match retour | Furino 39e · Anastasi 52e |       |            | Stadio Comunale, Turin 20h30 Arbitre : Davidson |

- 8e-de-finale

| mercredi 22 octobre 1975 Match aller | Borussia Mönchengladbach    | 2 - 0 | Juventus | Rheinstadion, Düsseldorf 20h00 Arbitre : Wurtz |
| mercredi 22 octobre 1975 Match aller | Heynckes 22e · Simonsen 37e |       |          | Rheinstadion, Düsseldorf 20h00 Arbitre : Wurtz |

| mercredi 5 novembre 1975 Match retour | Juventus               | 2 - 2 | Borussia Mönchengladbach  | Stadio Comunale, Turin 20h30 Arbitre : Linemayr |
| mercredi 5 novembre 1975 Match retour | Gori 35e · Bettega 60e |       | 71e Danner · 87e Simonsen | Stadio Comunale, Turin 20h30 Arbitre : Linemayr |

### Matchs amicaux
| mercredi 20 août 1975 | Juventus         | 2 - 2 | Roumanie         |  |
| mercredi 20 août 1975 | Buteurs inconnus |       | Buteurs inconnus |  |

| samedi 23 août 1975 | Pescara        | 1 - 4 | Juventus         |  |
| samedi 23 août 1975 | Buteur inconnu |       | Buteurs inconnus |  |

| mercredi 10 septembre 1975 | Côme           | 1 - 1 | Juventus       |  |
| mercredi 10 septembre 1975 | Buteur inconnu |       | Buteur inconnu |  |

| samedi 13 septembre 1975 | Varese         | 1 - 0 | Juventus |  |
| samedi 13 septembre 1975 | Buteur inconnu |       |          |  |

| mercredi 24 septembre 1975 | Maceratese       | 3 - 7 | Juventus         |  |
| mercredi 24 septembre 1975 | Buteurs inconnus |       | Buteurs inconnus |  |

| mercredi 31 décembre 1975 | Biellese       | 1 - 7 | Juventus         |  |
| mercredi 31 décembre 1975 | Buteur inconnu |       | Buteurs inconnus |  |

| jeudi 22 janvier 1976 | Novare           | 2 - 1 | Juventus       |  |
| jeudi 22 janvier 1976 | Buteurs inconnus |       | Buteur inconnu |  |

| mercredi 25 février 1976 | Asti | 0 - 5            | Juventus |  |
| mercredi 25 février 1976 |      | Buteurs inconnus |          |  |

| jeudi 20 mai 1976 | Morbio | 0 - 1          | Juventus |  |
| jeudi 20 mai 1976 |        | Buteur inconnu |          |  |

| jeudi 27 mai 1976 | Alexandrie | 0 - 2            | Juventus |  |
| jeudi 27 mai 1976 |            | Buteurs inconnus |          |  |

| mercredi 2 juin 1976 | Verbania | 0 - 9            | Juventus |  |
| mercredi 2 juin 1976 |          | Buteurs inconnus |          |  |

| mercredi 9 juin 1976 | Neuchâtel Xamax | score inconnu | Juventus |  |
| mercredi 9 juin 1976 |                 |               |          |  |

| dimanche 13 juin 1976 | Cremonese      | 1 - 1 | Juventus       |  |
| dimanche 13 juin 1976 | Buteur inconnu |       | Buteur inconnu |  |

| mercredi 16 juin 1976 | Sienne | score inconnu | Juventus |  |
| mercredi 16 juin 1976 |        |               |          |  |

| samedi 19 juin 1976 | Lecce | 0 - 4            | Juventus |  |
| samedi 19 juin 1976 |       | Buteurs inconnus |          |  |

## Effectif du club
Effectif des joueurs de la Juventus Football Club lors de la saison 1975-1976.

## Buteurs
Voici ici les buteurs de la Juventus Football Club toutes compétitions confondues.
| 18 buts - Roberto Bettega 8 buts - Oscar Damiani 7 buts - Sergio Gori 6 buts - Franco Causio 5 buts - Fabio Capello | 4 buts - Pietro Anastasi 3 buts - Giuseppe Furino 2 buts - José Altafini - Marco Tardelli 1 but - Antonello Cuccureddu - Claudio Gentile |